# Dip coating
Dip coating (metoda zanurzeniowa, powlekanie zanurzeniowe) – proces powlekania, polegający na zanurzeniu przedmiotu w tworzywie, będącym w stanie ciekłym lub plastycznym, odczekaniu określonego czasu, wynurzeniu i utwardzeniu powłoki. Jest ono również powszechnie stosowane w badaniach akademickich, gdzie wiele projektów badawczych w dziedzinie inżynierii chemicznej i nanomateriałów wykorzystuje technikę powlekania zanurzeniowego do tworzenia cienkowarstwowych powłok.
Jako popularna alternatywa dla spin coatingu. Metody powlekania zanurzeniowego są często stosowane do wytwarzania cienkich warstw z prekursorów zol-żel do celów badawczych, gdzie zwykle stosuje się je do nakładania folii na płaskie lub cylindryczne podłoża.

## Proces
Metodę zanurzeniową można podzielić na pięć etapów:
- Zanurzenie - podłoże zanurza się w roztworze materiału powłokowego ze stałą prędkością.
- Uruchomienie - podłoże pozostaje przez chwilę w roztworze i rozpoczynamy wyciąganie.
- Osadzanie - cienka warstwa osadza się na podłożu podczas wyciągania, które odbywa się ze stałą prędkością. Prędkość wyciągania próbki wpływa na grubość powieki, im jest większa, tym grubszą powłokę otrzymujemy.
- Drenaż - nadmiar cieczy spływa z powierzchni.
- Odparowanie - rozpuszczalnik odparowuje z cieczy, tworząc cienką warstwę.

Wiele czynników wpływa na ostateczny stan powłoki zanurzeniowej cienkiej warstwy. Można uzyskać szeroką gamę powtarzalnych struktur i grubości powłok powlekanych zanurzeniowo, kontrolując wiele czynników: funkcjonalność początkowej powierzchni podłoża, czas zanurzenia, prędkość wyciągania, liczbę cykli zanurzania, skład roztworu, stężenie i temperaturę, liczbę roztworów w każdym zanurzeniu kolejność i wilgotność otoczenia. Technika powlekania zanurzeniowego umożliwia uzyskanie jednorodnych, wysokiej jakości folii nawet na nieporęcznych, złożonych kształtach.
Nanoszenie zanurzeniowe jest stosowane do wytwarzania powłok na elementach elektronicznych.